# Parafia Chrystusa Króla w Jesionowie
Parafia pw. Chrystusa Króla w Jesionowie – parafia rzymskokatolicka z siedzibą w Jesionowie, należąca do dekanatu Barlinek, archidiecezji szczecińsko-kamieńskiej, metropolii szczecińsko-kamieńskiej. W parafii posługują księża diecezjalni. 
Według stanu na lipiec 2018 proboszczem parafii był ks. Adam Polanowski. Kościołem parafialnym jest kościół Chrystusa Króla oprócz którego do dyspozycji wiernych jest jeszcze 4 kościoły filialne:
- Kościół Matki Bożej Częstochowskiej w Dziedzicach[1]
- Kościół św. Floriana w Jesionowie[1]
- Kościół św. Wojciecha Biskupa i Męczennika w Lucinie[1]
- Kościół św. Stanisława Biskupa i Męczennika w Topolinku[1]